# Енсар Хайдер
Енсар Хайдер (27 червня 1991) — боснійський плавець.
Учасник Олімпійських Ігор 2012 року.